# Johann Gottlieb Fichte
Fichte elimina la necessità della cosa in sé (noumeno) di cui parlava Kant: non ha senso ammettere l'esistenza di una realtà che si trovi oltre i nostri limiti conoscitivi. Per poter parlare di qualcosa è necessario averne una rappresentazione mentale, ovvero uno schema trascendentale, secondo quanto insegna la stessa Critica della ragion pura; come si può dire, pertanto, che esiste un oggetto se non lo posso ridurre alle forme a priori di un soggetto conoscente? Ne consegue che il fenomeno non è più un limite causato dall'inconoscibilità del noumeno, ma diventa una creazione del soggetto stesso. È così che si pone l'Idealismo: la realtà fenomenica è un prodotto del soggetto pensante, in contrapposizione al realismo, secondo il quale gli oggetti esistono indipendentemente da colui che li conosce. Fichte reinterpreta l'Io penso kantiano in senso trascendentale come la possibilità formale non solo del sapere ma anche dell'essere: l'Io si pone un limite ontologico per affermare la sua libertà e la sua dimensione infinita.
Johann Gottlieb Fichte (pronuncia tedesca [ˈjoːhan ˈɡɔtliːp ˈfɪçtə]; Rammenau, 19 maggio 1762 – Berlino, 27 gennaio 1814) è stato un filosofo e docente tedesco, continuatore del pensiero di Kant e iniziatore dell'idealismo tedesco.

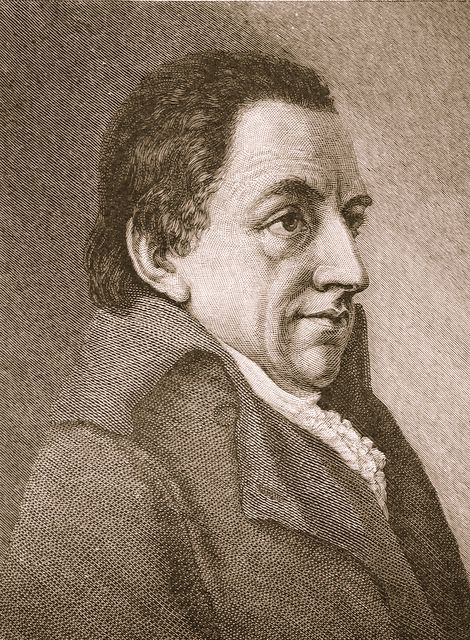
Johann Gottlieb Fichte

Le sue opere più famose sono la Dottrina della scienza, che animerà il suo itinerario speculativo dal 1794 alla morte, e i Discorsi alla nazione tedesca, nei quali sosteneva la superiorità culturale del popolo tedesco incitandolo a combattere contro Napoleone.

## Biografia

### L'infanzia e i primi studi
Johann Gottlieb Fichte nacque nel 1762 a Rammenau, in Sassonia, da genitori molto poveri. Era il primo degli otto figli di Christian Fichte (1737–1812), tessitore di nastri, e di sua moglie Maria Dorothea Schurich (1739–1813). Durante la sua infanzia fu costretto a lavorare come guardiano di oche per aiutare la sua famiglia. Fu grazie al sostegno del barone Ernst Haubold von Miltitz (1739-1774) che Fichte poté incominciare gli studi. Si narra che il barone fosse rimasto stupefatto nell'udire il ragazzo ripetere a memoria un sermone (che egli non aveva potuto udire) e, comprese le grandi potenzialità che aveva, decise di aiutarlo.
Dopo aver frequentato il ginnasio a Pforta nel 1774, nel 1780 si iscrisse alla facoltà di teologia di Jena, proseguendo in seguito gli studi a Lipsia. In questi anni gli aiuti del barone si fecero sempre più radi e Fichte dovette attraversare un periodo durissimo, che lo costrinse a lavorare come precettore per non cadere nella miseria. Nel 1785 si trasferì a Zurigo, dove conobbe Johanna Rahn, che divenne sua moglie nel 1793. In questo stesso anno fu iniziato alla massoneria a Danzica, nella loggia "Eugenia al leone coronato".

### L'inizio della formazione filosofica: Kant
Nel 1790, tornato a Lipsia, uno studente gli chiese lezioni su Kant e poiché Fichte non conosceva la Critica della ragion pratica, fu costretto a leggerla. Fu per lui una vera rivelazione tanto da scrivere a questo proposito:
(Fichte, da una lettera del 1790)
Dopo aver scritto un'opera intitolata Saggio di una critica di ogni rivelazione (Versuch einer Kritik aller Offenbarung), in cui esponeva abilmente i principi della morale kantiana applicandoli alla religione rivelata, Fichte si recò a Königsberg per farla leggere a Kant stesso. Quando, per intercessione di Kant, un editore pubblicò il lavoro nel 1792, non vi stampò il nome dell'autore: questo fece sì che lo scritto fosse scambiato per un lavoro di Kant stesso. Quando Kant rivelò l'identità dell'autore, Fichte divenne immediatamente celebre, e due anni dopo fu chiamato all'Università di Jena.
Nel 1791 intanto, a Danzica, Fichte stava stendendo una difesa degli editti del governo prussiano che limitavano la libertà di stampa e introducevano la censura: nel mentre gli furono però negati i permessi per la pubblicazione del Saggio di una critica di ogni rivelazione. L'indignazione per questa censura fece mutare la posizione di Fichte di fronte agli editti sulla riduzione della libertà di stampa, tanto che nel 1793 pubblicò, anonimamente, la Rivendicazione della libertà di pensiero (Zurückforderung der Denkfreiheit von den Fürsten Europens, die sie bisher unterdrückten. Eine Rede).

### Il periodo a Jena
Fichte fu nominato professore nel 1794 e tenne la cattedra fino al 1798, quando fu costretto a dimettersi per le accuse di ateismo e l'opposizione di Friedrich Heinrich Jacobi, schierato con la teologia ufficiale. Il suo posto fu preso dal giovanissimo Schelling, che di lui era stato studente e poi, grazie all'intercessione di Goethe, coadiutore. Durante il soggiorno a Jena Fichte scrisse la maggior parte delle sue opere più importanti, tra cui i Fondamenti dell'intera dottrina della scienza, la cui prima edizione apparve nel 1794, ma alla quale ne seguirono altre, rivedute e ampliate.
Pur avendo fatto proprio il pensiero del filosofo di Königsberg, Fichte criticò la presupposizione kantiana di un essere posto irrimediabilmente fuori dal soggetto. Tale esistenza sarebbe un limite non superabile per l'attività dello spirito e dunque per la sua libertà. Per Fichte la posizione di Kant era ancora dogmatica, e perciò in parte materialista e fatalista, perché in lui il soggetto è passivo e assiste da spettatore agli eventi che lo determinano.
L'idealismo di Fichte vuole celebrare invece la libertà e l'indipendenza del soggetto rispetto a ciò che si trova al di fuori di lui, perché l'io «si fa da sé stesso». Con questo Fichte vuole affermare ancora una volta come lo spirito non è prodotto né condizionato dall'essere. La sua filosofia dovrà descrivere le varie tappe con cui l'essere viene prodotto come momento del pensiero.
Le altre opere di questo periodo sono i Discorsi sulla missione del dotto, breve saggio del 1794, i Fondamenti del diritto naturale (1796), in cui Fichte prende posizione a favore del giusnaturalismo, e il Sistema della dottrina morale (1798).

### La polemica sull'ateismo
Nel 1799 scoppiò la cosiddetta «polemica sull'ateismo» (Atheismusstreit): nel 1798 Fichte aveva pubblicato sul Giornale filosofico un articolo intitolato Sul fondamento della nostra credenza nel governo divino del mondo: in esso veniva sostenuta la tesi per la quale Dio coincideva con l'ordine morale del mondo, apparendo soltanto come un "dover essere". Nello stesso articolo, inoltre, il direttore del giornale, Forberg, suo discepolo, aggiungeva che era possibile non credere in Dio pur essendo religiosi, purché si credesse nel suddetto ordine morale, secondo un'interpretazione radicale dell'etica di Kant esposta nell'opera La religione entro i limiti della semplice ragione.
In risposta all'articolo comparve un libello anonimo che accusava Fichte di ateismo, montando una campagna mirante in realtà a screditarlo. Poco tempo dopo intervenne lo stesso governo prussiano, proibendo la stampa del giornale; per di più esso adoperò pressioni sul duca di Weimar affinché fossero presi dei severi provvedimenti nei confronti di Fichte e di Forberg, minacciando in caso contrario di proibire ai cittadini prussiani di iscriversi all'Università di Jena. Il governo di Weimar, sia per timore di far perdere prestigio ad uno dei suoi migliori centri universitari, sia per il contesto storico che vedeva la Germania dominata dall'influenza della Prussia, chiese quindi al Senato Accademico dell'università di formulare un rimprovero ufficiale nei confronti dei due intellettuali.
A quel punto però Fichte rispose con fermezza, scrivendo in data 22 marzo 1799 una lettera privata ad un membro del governo nella quale minacciava, in caso di rimprovero, di lasciare la cattedra insieme a molti suoi colleghi. Lanciò inoltre un Appello al pubblico e raccolse l'appoggio di molti studenti tramite una petizione. Il governo di Jena, allora, venuto a conoscenza della lettera di Fichte, la prese come pretesto per "accettare" le sue dimissioni, che il filosofo rassegnò poco tempo dopo. La richiesta di dimissioni di Fichte era stata caldeggiata anche da Goethe, che godeva di grande influenza nell'ambiente universitario di Jena; fu quest'ultimo a proporre, con successo, che la cattedra rimasta vacante fosse data a Friedrich Schelling (già nominato coadiutore di Fichte proprio con l'appoggio di Goethe). Si dice inoltre che, in occasione di questo avvicendamento, Goethe abbia detto:

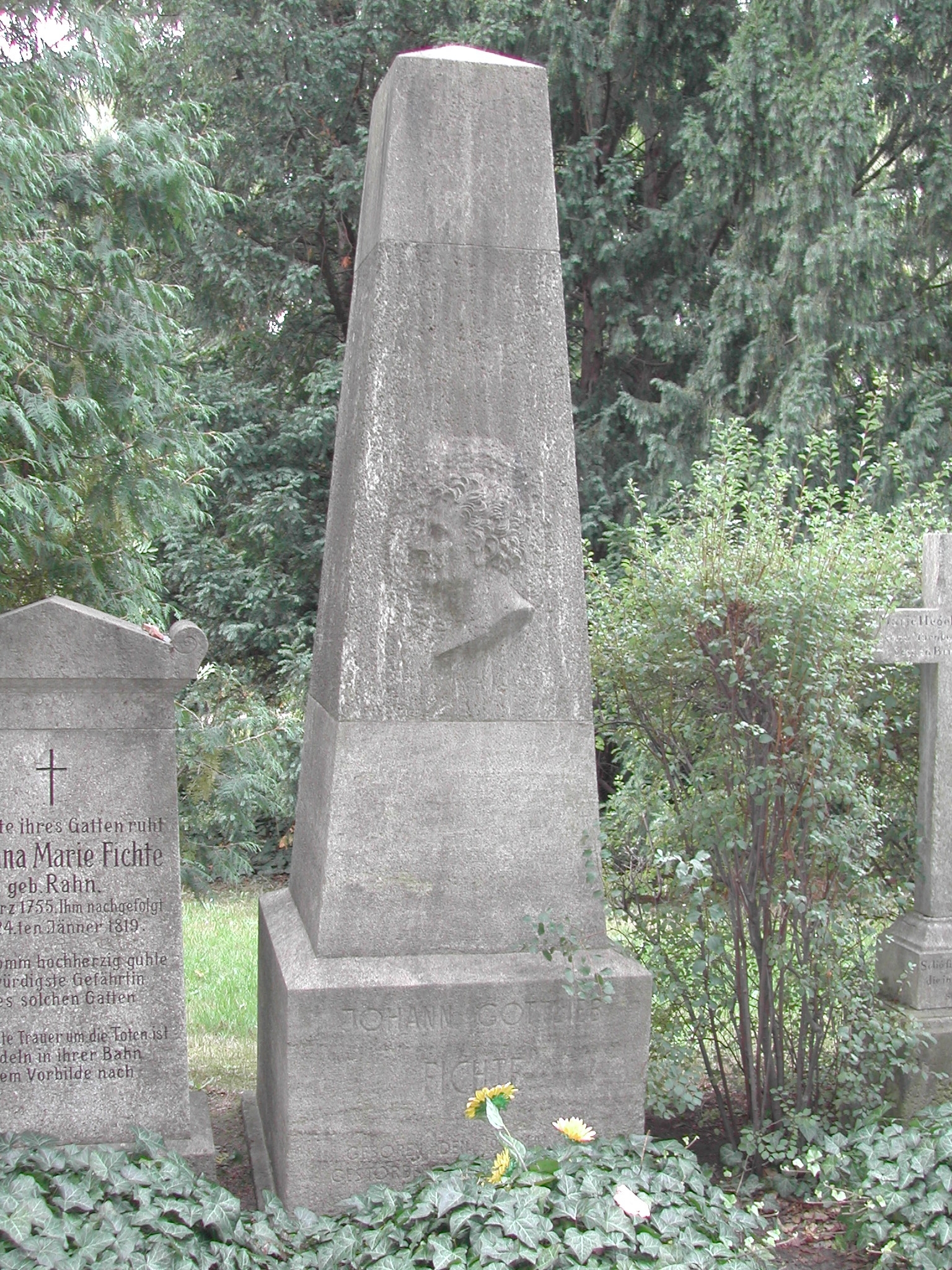
Tomba di Johann G. Fichte al Dorotheenstädtischer Friedhof

(Johann Wolfgang von Goethe)

### Periodo berlinese
Fichte si trasferì allora a Berlino, dove visse dando lezioni private e frequentò diversi intellettuali romantici, tra i quali Schlegel, Schleiermacher, Tieck e Novalis (grande estimatore dell'opera di Fichte). Il 23 ottobre 1799 fu affiliato alla loggia berlinese "Royal York zur Freundschaft", dalla quale uscì il 7 luglio 1800 per contrasti interni. Nel 1805 tornò all'insegnamento universitario quando gli fu offerta una cattedra all'università di Erlangen.
Nel 1806 Fichte era a Königsberg quando Napoleone invase la città: tornato a Berlino, scrisse i Discorsi alla nazione tedesca (1807-1808), in cui cercava di risvegliare l'anima del popolo tedesco contro la dominazione napoleonica, affermando il primato culturale del popolo tedesco. Questa pubblicazione lo rese nuovamente celebre, favorendo anche la sua nomina, da parte del Re, a professore ordinario dell'Università di Berlino, di cui fu in seguito eletto rettore.
Morì nel 1814 di colera, contagiato dalla moglie, la quale aveva contratto la malattia curando i soldati negli ospedali militari. È sepolto nel cimitero di Dorotheenstadt accanto alla tomba di Hegel.

## LaDottrina della scienza
Fichte si propone come Reinhold di dare coerenza e rigore al criticismo kantiano riconducendolo ad un principio fondamentale. Solo così sarà possibile costruire un sistema filosofico che contenga le basi di ogni sapere, cioè della scienza. Un tale sistema sarà appunto Dottrina della scienza, ovvero indagine sulle condizioni che rendono possibile il sapere.

### L'Idealismo critico
Il principio della scienza va ricercato restando nell'ambito del criticismo, cioè partendo dalla coscienza trascendentale. Questo principio non può essere la rappresentazione di Reinhold, perché questa si presenta come un fatto privo di spiegazione. Ogni fatto va invece ricondotto al motivo, alla ragione del suo costituirsi, ovvero all'atto che lo pone. La filosofia per Fichte è dunque muovere dal condizionato, cioè dal contenuto della coscienza, per ricercare le condizioni che la rendono possibile.
All'origine della coscienza Fichte pone l'autointuizione dell'Io, che egli assimila all'io penso e all'intuizione della legge morale di Kant. Essa deve essere un atto assolutamente incondizionato, perché se fosse condizionato non sarebbe il principio primo: è quindi un fondamento che si pone da sé; ed è un atto perché il suo essere è essenzialmente un porsi. Esso è dunque al contempo un conoscersi e un agire.
Conoscendosi, l'Io si trova nel punto in cui pensante e pensato sono presenti come la medesima realtà. Soggetto e oggetto vengono cioè a coincidere e non hanno più una connotazione che li differenzia: è questo il cuore dell'Idealismo di Fichte.
Da una tale coincidenza, Fichte giungerà progressivamente alla conclusione che tutta la realtà finisce per risolversi nell'Io assoluto. Anche le categorie dell'intelletto assumeranno un ruolo diverso: mentre per Kant esse avevano lo scopo di unificare il molteplice, per Fichte hanno lo scopo inverso di moltiplicare l'Io nella sua unicità. Egli illustra quindi i tre principi fondamentali che regolano questo reciproco rapportarsi di soggetto e oggetto.

#### 1) L'Io pone se stesso

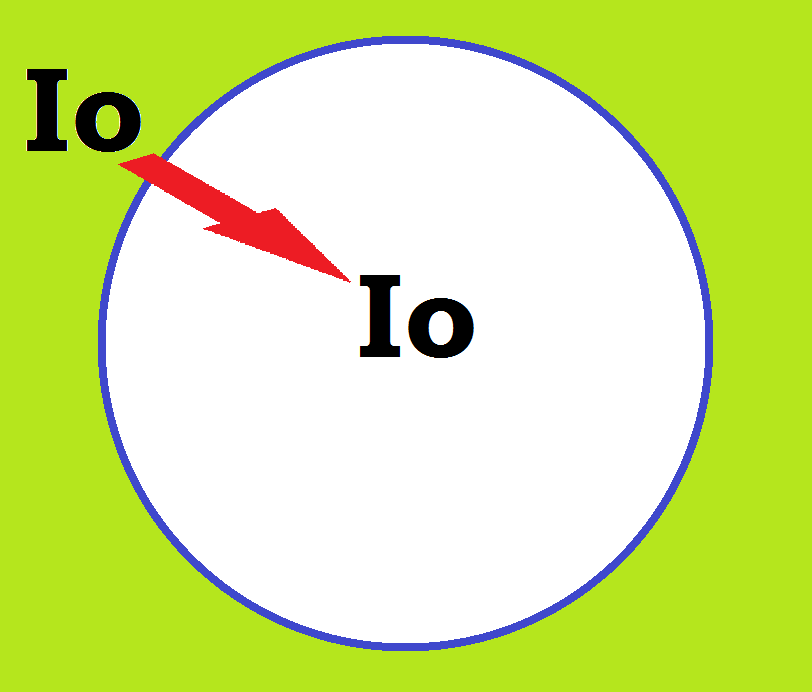
L'Io pone sé stesso (tesi)

Nella filosofia aristotelica il principio su cui si fondava la scienza era quello di non contraddizione: «A ≠ non A» (A è diverso da non A). La filosofia moderna e la stessa filosofia kantiana pongono invece l'accento sul principio di identità: «A = A» (A è uguale ad A).
Fichte afferma che entrambi i principi sono però da giustificare, in quanto derivano a loro volta da uno più generale: l'Io. Se non ci fosse l'Io infatti, non sarebbe possibile affermare i primi due principi. È l'io che pone il legame logico A = A, e che quindi pone lo stesso A, mentre l'Io non è posto da nessun altro se non da sé medesimo. Poiché è condizionato solo da sé, l'Io si autopone affermando «Io = Io».
La concezione comune ci farebbe pensare che prima vengono gli oggetti e successivamente le funzioni compiute dagli stessi, ma Fichte è categorico nel rovesciare questa credenza. Ciò che viene comunemente chiamato "cosa", oggetto, non è altro che il risultato di un'attività. Nella metafisica classica si diceva: operari sequitur esse («l'azione consegue all'essere»), Fichte ora afferma: esse sequitur operari («l'essere consegue all'azione»).
L'essenza dell'io consiste proprio in un'attività, di natura autocosciente, che viene all'essere in quanto si autopone: il suo pensare è creare. L'Io fichtiano è, quindi, l'intuizione intellettuale che Kant riteneva impossibile all'uomo poiché coincidente con l'intuizione di una mente creatrice.
L'Io non coincide con il singolo io empirico, ma è l'Io assoluto da cui tutto deriva. Questa tesi si articolerà in altri due principi che mostrano la molteplicità degli io individuali e l'inesistenza di un mondo esterno.

#### 2) L'Io oppone a sé un non-io

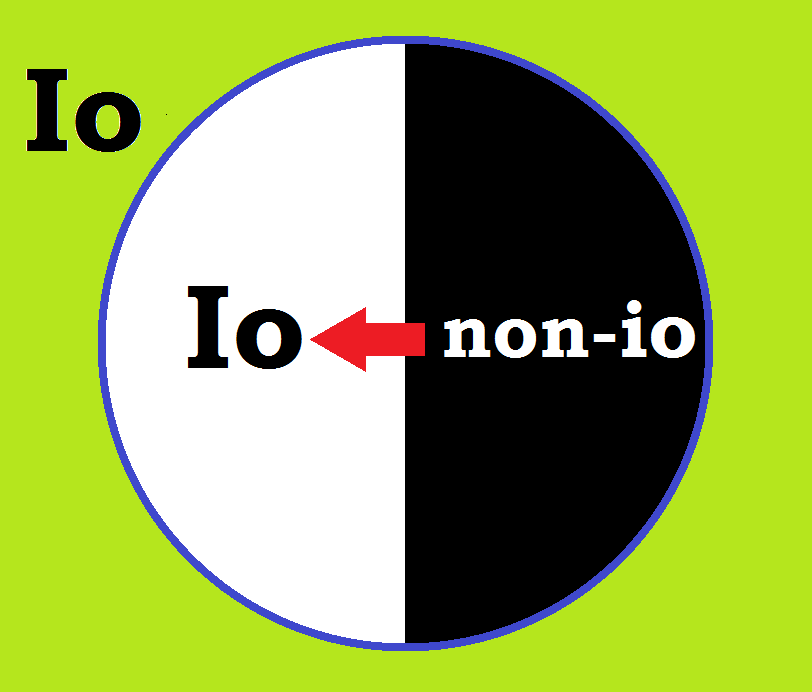
All'Io si oppone un non-io (antitesi)

Poiché non esiste pensiero senza contenuto, una coscienza pensante si costituisce come tale solo in rapporto ad oggetti "pensati". Fichte giunge così ad una seconda formulazione, antitesi della prima: «L'Io pone nell'Io il non-Io», in base al principio spinoziano omnis determinatio est negatio («ogni determinazione è una negazione»). Il non-Io rappresenta tutto ciò che è opposto all'Io ed è diverso da questo. La necessità del non-io è data dal fatto che occorre qualcosa di esterno perché si attivi la conoscenza.
Una tale realtà esterna, però, non può essere neppure qualcosa di assolutamente indipendente dal soggetto, perché altrimenti si ricadrebbe nel dogmatismo kantiano della cosa in sé, di cui le varie polemiche che ne sono seguite hanno mostrato l'incoerenza: non si può infatti pensare ad un oggetto se non per un soggetto. Ecco dunque che il secondo principio serve a ricondurre il non-io al suo autore, a rimuovere la sua estraneità di dato, e a dare un senso alla conoscenza umana, la quale senza un riferimento logico all'oggetto diverrebbe vacua e inconsistente.
L'attività di «colui che pone» implica d'altronde che qualcosa sia «posto», e quindi lo scaturirsi di un non-io, così come L'Uno plotiniano generava altro da sé per autoctisi. Il non-io è ora all'interno dell'Io originario poiché all'infuori dell'Io non può esistere nulla. Ma il non-io, a sua volta, limita l'io posto nel primo principio, il quale non possedendo ancora tutto il contenuto della realtà oggettuale genera l'esigenza di una conciliazione.

#### 3) L'Io oppone, in sé, a un io divisibile un non-io divisibile

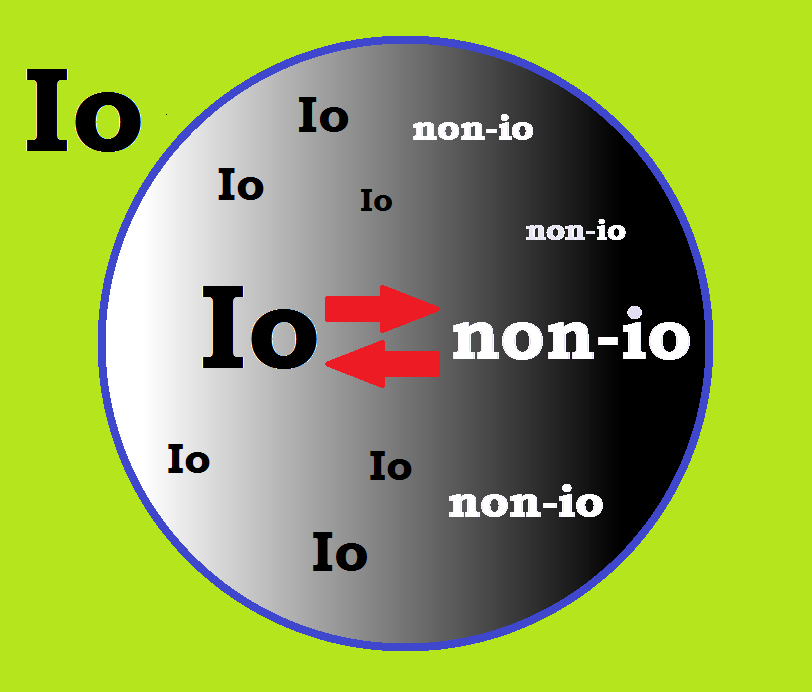
Nell'Io è posto un io divisibile accanto a un non-io divisibile (sintesi): io e non-io diventano molteplici

Il terzo principio rappresenta così il momento della sintesi. L'Io assoluto è costretto a porre un "Io" empirico, finito, limitato, e quindi divisibile, da contrapporre al non-Io, anch'esso divisibile. Solo ciò che è infinito, infatti, non può essere diviso. Si giunge pertanto alla formulazione: «L'Io oppone, nell'Io, all'io divisibile un non-io divisibile».
L'opposizione tra io e non-io non avviene in modo netto, ma in maniera dialettica, tale che essi, pur limitandosi l'un l'altro, si determinano anche a vicenda.
Mentre il secondo principio si limitava a ricondurre il non-io entro l'Io, lasciandoli però in uno stato di pura contrapposizione, il terzo principio dà luogo alla loro mediazione, con cui l'Io prende coscienza di essere non solo opposto al non-io, ma anche limitato da quest'ultimo, suddividendosi nella molteplicità.
La reciproca limitazione dell'io e del non-io consente di spiegare sia i meccanismi dell'attività conoscitiva sia di quella morale, superando il dualismo kantiano. In particolare:
- L'Io determinato dal non-io fonda l'aspetto dell'attività teoretica.
- Il non-io determinato dall'Io fonda, invece, l'attività pratica.

Mentre infatti nella conoscenza l'oggetto precede il soggetto, nell'azione sarà il soggetto a precedere e determinare l'oggetto, il quale sorge per farsi strumento della sua libertà.

### Spiegazione dell'attività conoscitiva
Sul piano conoscitivo, l'Io si ritrova dunque delimitato dal non-io, attraverso quel meccanismo che Kant chiamava «immaginazione produttiva», concetto ripreso da Fichte e identificato con la creazione inconscia da parte dell'Io degli oggetti, che nella prospettiva kantiana rappresentavano il noumeno o la cosa in sé. Quest'immaginazione è appunto l'attività che delimita l'Io e che crea il contenuto, la materia necessaria al processo conoscitivo, ma proprio perché è sottratta alla coscienza, la materia ci appare come altro da noi: non sappiamo che essa è la parte inconscia di noi, ce la troviamo «già data». In tal modo, Fichte riesce a rendere ragione del punto di vista del realismo, che non può essere considerato erroneo, essendo giustificato dall'azione necessaria e inconscia della stessa immaginazione produttiva. La superiorità dell'idealismo sul realismo consiste però nel fatto che il primo riesce a rendere ragione del punto di vista realistico, mentre il secondo, che presume di essere più vicino al senso comune, non sa spiegarlo.

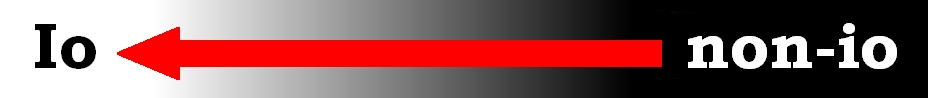
L'Io determinato dal non-io (attività conoscitiva): il non-io tende all'infinito a risolversi nell'Io, cioè nell'autocoscienza pura

Fichte descrive quindi i passaggi con cui la coscienza, progressivamente, si riappropria del materiale prodotto dall'immaginazione produttiva: ciò avviene per gradi, attraverso la sensazione, l'intuizione sensibile, l'intelletto, il giudizio, e infine le idee.
In questo processo, l'Io passa da un minimo di passività (la semplice sensazione), ad un massimo di attività (l'autocoscienza), scoprendo così che è l'Io ad essere attivo sul non-io, e non viceversa. Accrescendo questa consapevolezza, è possibile avvicinarsi sempre di più, pur senza mai raggiungerla, all'autocoscienza pura, cioè alla coscienza dell'Io stesso.
L'idealismo si mostrerà superiore al realismo anche sul piano etico: il primo infatti comporta la suprema attività e libertà dell'Io, mentre il secondo comporta la passività dell'Io di fronte agli oggetti. Da qui si può iniziare a comprendere come l'idealismo per Fichte sia essenzialmente una scelta pratica. Esso non può essere abbracciato per ragioni puramente teoretiche; l'idealismo infatti può dimostrare la propria superiorità solo al momento di sceglierlo. Viceversa chi non comprende e non afferma la propria libertà nell'attività pratica, resterà inevitabilmente fermo al realismo.
Questo è ciò che la Dottrina della scienza intende chiarire: affermare che l'Io è il principio primo non significa arrivare già all'Assoluto. Se così fosse, il pensiero filosofico sarebbe creatore, poiché coinciderebbe con l'assoluto stesso e con la sua capacità di dedurre da sé ogni altra realtà. L'uomo invece rimane un essere finito, e la libertà con cui afferma sé stesso si limita a ricostruire nella teoria le condizioni di possibilità della coscienza, non a riprodurle nella pratica. In questo senso la filosofia è ben distinta dalla vita: «Vivere è non-filosofare» e «filosofare è non-vivere». La filosofia, cioè, rispetto all'esperienza si pone come pensiero puramente negativo: si distacca dalla vita per poterla spiegare, ma proprio per questo non può surrogarla. In tal modo, sia pure diversamente da Kant, l'idealismo fichtiano salvaguardia la finitezza dell'uomo nel suo rapportarsi al dato empirico.

### Spiegazione dell'attività morale
Sul piano morale giunge a soluzione un problema lasciato aperto dalla Dottrina della Scienza: se l'Io infatti è attività incondizionata, restava da capire che bisogno avesse di limitarsi e opporre a sé stesso un non-io, se non per un'esigenza logica rispetto alla quale esso restava comunque superiore. Questo problema viene risolto da Fichte rifacendosi al primo principio (l'Io pone sé stesso): l'Io, cioè, poiché è un continuo porre il proprio essere, non è una realtà statica, ma dinamica. Esplicandosi in una tale attività, occorre che gli sorga contro un'opposizione, un non-io, perché un'attività è tale solo se consiste nello sforzo di superamento di un limite.
L'oggetto, cioè il non-io, si presenta così all'uomo, nell'attività pratica, come l'ostacolo da superare. Il non-io diventa il momento necessario per la realizzazione della libertà dell'Io. In campo pratico l'io si sforza di superare questo ostacolo spostando il limite tra io e non io sempre più in là. Quindi in campo pratico l'io è infinito per il suo sforzo di esserlo (Streben).

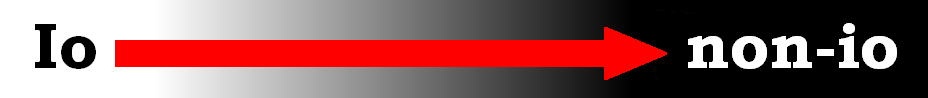
L'Io determina il non-io (attività morale): l'Io tende all'infinito a ricongiungersi col non-io, conformandolo a sé sul piano pratico

Come l'io potrà affermarsi solo in qualità di superatore degli ostacoli, allo stesso modo l'uomo deve porsi da solo dei limiti e tendere alla perfezione, attraverso il superamento degli stessi per affermarsi realmente come individuo libero. La frase che raccoglie questo pensiero è: «Essere liberi è cosa da nulla: divenirlo è cosa celeste».
In questo modo, sia pure diversamente da Kant, anche Fichte afferma il primato della ragion pratica, tanto che la sua filosofia può essere chiamata idealismo etico. Egli è il filosofo della borghesia nascente, che trasforma il mondo con il lavoro. Questa trasformazione non è altro che perfezionamento dell'Io stesso. È un processo di arricchimento, senza il non-Io non sarebbe infatti possibile la storia. La legge di questa attività è la kantiana legge morale del dovere che impone alla libera volontà dell'uomo di realizzare la ragione nel mondo. L'etica fichtiana si basa su un progressivo ricongiungimento all'infinito con l'Io originario, superando in un certo modo la propria individualità.
Il raggiungimento della perfezione morale è un riconoscersi nell'assoluto, quando l'"Io pone sé stesso" non sarà più una semplice esigenza, ma realtà.
L'io assoluto, tuttavia, non è ancora per noi una realtà, bensì un compito, un ideale, che l'azione morale esige, ma che non può essere dimostrato. L'Assoluto è visto così da Fichte come esigenza fondamentale che costituisce l'essenza dell'Io, realizzabile solo in una dimensione tendente all'infinito. Quella di Fichte è così una filosofia dell'infinito, nel quale consiste la sua componente propriamente romantica. Da ciò tuttavia deriva che l'Assoluto, cioè Dio, non può più essere pensato come un essere in sé compiuto, ma solo come ideale, ovvero l'ideale dell'ordinamento morale del mondo. Fu questa l'origine dell'accusa di ateismo che costrinse Fichte a dare le dimissioni dalla cattedra di Jena.
Fichte rispose alle accuse dicendo di non voler distruggere la religione, ma solo di individuare in essa il contenuto essenziale, cioè la fede nella realizzabilità di un mondo morale.

## L'esito religioso dell'idealismo fichtiano
Le polemiche sull'ateismo in aggiunta ad alcuni dissapori con Schelling, che lo stava via via offuscando e gli contestava inoltre un eccessivo soggettivismo, contribuirono a una svolta del pensiero di Fichte in una direzione più ontologica e religiosa, senza che con questo egli abbandonasse il suo precedente punto di vista. Già nella Missione dell'uomo (del 1800) egli metteva in rilievo come nessun sapere possa fondare e provare sé stesso: ogni sapere presuppone qualcosa di più elevato come sua causa; solo la fede può fondare la sua validità, mettendolo al riparo dalle derive di un idealismo relativista quanto irrazionale.
Nella Dottrina della Scienza del 1804 Fichte sostiene così che l'Io assoluto è il fondamento del nostro sapere (e del nostro agire), ma è un Assoluto in sé e non un semplice dover essere. L'assoluto è per noi inaccessibile, e la filosofia non muove dall'assoluto ma solo dal sapere assoluto: l'assoluto cioè costituisce la fonte del sapere e la sua unità più profonda, ma esso è anche il limite del sapere, il punto in cui questo si annichila. La ragione non può mai uscire da sé stessa per comprendere la sua origine, che rimane quindi non comprensibile. Dice Fichte: «Il fondamento della verità non risiede nella coscienza, ma assolutamente nella verità stessa. La coscienza è soltanto il fenomeno esterno della verità»; in altre parole, essa è solo emanazione della verità, un indicatore di questa, non la verità stessa.
Nell'Introduzione alla Vita beata, Fichte interpreta il suo idealismo alla luce del Vangelo di Giovanni: il Logos di cui parla l'evangelista, cioè il Sapere, la Coscienza divina, è l'immediata e diretta espressione di Dio, che è l'assoluto. Il Logos è intermediario tra Dio e il mondo, e l'uomo non può unirsi a Dio Padre direttamente, ma solo tramite il Logos, il mediatore. Per giungere a questa unione la ragione deve riconoscersi per quello che è, cioè semplice esteriorizzazione dell'assoluto, fenomeno espressione non di sé, e deve quindi cancellarsi negando sé stessa. Grazie a questo processo di auto-umiliazione è possibile elevarsi e giungere alla visione estatica dell'Uno. È evidente l'influsso neoplatonico della teologia negativa di Plotino su quest'ultima fase dell'idealismo di Fichte, che voleva comunque essere per lui solo un approfondimento e non una revisione.

## LeLezioni sulla missione del dotto
Al dotto è affidata una missione: egli, che ha raggiunto il culmine della sapienza, è proprio per questo obbligato, moralmente e responsabilmente, poiché per la sua stessa perfezione culturale possiede maggior coscienza di sé, non solo a diffondere il suo sapere tra gli uomini indotti, ma a presentarsi come esempio vivente di razionalità e moralità per tutti gli uomini. La dottrina e la scienza costituiscono parte essenziale della società, sono esse stesse sociali e quindi il dotto acquista quasi naturalmente il ruolo di educatore degli uomini come magister communis (maestro sociale).

## Fichte e la massoneria
Lo stesso ideale della missione universale dell'intellettuale nei confronti della società umana si ritrova nell'adesione di Fichte alla Massoneria su cui l'autore tedesco condurrà una serie di studi stampati sulla rivista massonica Eleusinie del secolo XIX tra il 1802 e il 1803, ripubblicati e più ampiamente divulgati nel 1923.
Fichte accetta di buon grado il simbolismo esoterico e il culto del "segreto" della comunità massonica, e non trova contrastanti l'appartenenza alla società dello Stato di diritto e a quella particolare società retta da leggi proprie che è la Massoneria. Fichte ammira soprattutto lo spirito laico che anima i più validi principi "politici" massonici come l'uguaglianza, la solidarietà, la tolleranza e il dialogo verso tutta l'umanità. 
L'uomo che si lascia guidare dalla ragione, osserva Fichte, è per sua natura un massone che si deve assumere il compito di realizzare un organismo internazionale pacifista che accolga tutti gli uomini indipendentemente dalle possibili differenze di razza, credenze, usi e costumi. Questo supremo fine sarà attuabile con l'educazione, primato morale della Massoneria e strumento fichtiano per il miglioramento sociale e spirituale dell'individuo:

## La filosofia politica
La filosofia politica di Fichte nasce nel segno del giusnaturalismo e del contrattualismo. Lo scopo dello Stato è quello di educare tutti gli uomini alla libertà, realizzando una "società perfetta" nel senso di essere formata da uomini "liberi e ragionevoli" tanto da non aver più bisogno di essere governati. Lo scopo di ogni governo è quello di "rendere superfluo" sé stesso. Si noti come Fichte sia stato inizialmente attratto dalle teorie liberali del filosofo empirista inglese John Locke.
Da questi Fichte, ispirato dagli eventi della Rivoluzione Francese, riprende la dottrina del diritto a ribellarsi ad un sovrano che non rispetti il patto sancito tra lui ed i cittadini: se lo Stato non compie la sua missione il contratto sociale è sciolto.
Si avanza un nuovo concetto di libertà intesa estensivamente non più soltanto come quella che appartiene ad ogni individuo che agisca moralmente, (la libertà di scelta, secondo la morale kantiana) ma, come sostiene Fichte nell'opera sui Fondamenti del diritto naturale, poiché le manifestazioni materiali dell'Io sono le azioni, in esse l'Io esprime la propria libertà in una sfera di azioni possibili. La libertà per Fichte è quindi essenzialmente libertà di pensiero e di scelta.
Come accade per la limitazione che l'Io assoluto subisce dal Non-io, lo stesso avviene per l'io empirico che vede la sfera delle proprie azioni possibili contrastata dalle azioni altrui. Da qui si origina il diritto come regolatore delle reciproche libertà. Perché si attui l'agire morale inteso come autodeterminazione, occorre per Fichte questa condizione: il diritto.

### Il diritto
Il diritto riguarda la libertà considerata come fatto esteriore, oggettività, e non come atto interiore, soggettivo, nel suo aspetto morale di auto-realizzazione dell'Io. In questo senso, la libertà consiste nella presa di coscienza della propria indipendenza dagli altri. Questa avviene solo attraverso il riconoscimento della libertà altrui: l'uomo finito, infatti, può acquistare coscienza di sé e della propria indipendenza solo in relazione a una comunità di individui.
Il diritto è tale se è garantito dallo Stato che innanzitutto dovrà assicurare al cittadino la sussistenza del proprio corpo; senza di esso e cioè senza la possibilità di disporre di mezzi materiali l'uomo non potrà usufruire degli originari diritti che gli appartengono per natura. Questo è dunque il dovere essenziale dello Stato: assicurare a tutti corporeità e conservazione. Altri diritti naturali sono per Fichte la libertà ed il lavoro, dal quale deriva la proprietà.

### Lo stato commerciale chiuso
Nell'opera successiva, Lo Stato commerciale chiuso, lo Stato assume un'ulteriore funzione integrativa, che gli conferisce l'aspetto di uno stato socialistico, privo però dell'afflato cosmopolitico. Lo stato deve innanzitutto garantire il lavoro su cui si basa il benessere e l'eliminazione della povertà. Per questo il governo interverrà d'autorità a stabilire i vari settori lavorativi, in modo che il numero dei componenti non sia né superiore né inferiore alla quantità di beni prodotti: così avviene per gli artigiani e i commercianti, mentre il numero di lavoratori addetti alla produzione agricola si stabilisce automaticamente in base alla quantità di terre coltivabili. L'obiettivo è quello di rendere autosufficiente economicamente lo Stato, che si configurerà come stato commerciale chiuso, in modo da eliminare i conflitti tra gli individui, le classi e gli Stati. Perché questo accada occorre però che si realizzino tre condizioni: che lo Stato
- produca tutto quanto di cui ha bisogno,
- distolga i cittadini dai beni che non può produrre, oppure imponga il monopolio nei casi d'importazione dei beni mancanti,
- raggiunga i suoi confini naturali e che sia padrone delle terre che gli appartengono per natura. Se così non fosse esso è giustificato nel fare la guerra a chi usurpa le sue risorse naturali.

### IDiscorsi alla nazione tedesca
Nei Discorsi alla nazione tedesca scritti e pronunciati in pubblico nell'inverno tra il 1807 e il 1808, quando ancora i francesi occupavano la Prussia dopo le vittorie napoleoniche di Jena e Auerstädt, Fichte sembrò avanzare un progetto pedagogico teso al rinnovamento sia spirituale che materiale del popolo tedesco. Lo scopo apparentemente educativo servì alla libera circolazione dell'opera di cui i francesi non identificarono la pericolosità politica. Il nuovo modello di educazione che vi era esposto consisteva in un compito affidato al popolo tedesco, ritenuto l'unico tra tutti gli europei ad aver conservato intatte le sue caratteristiche nazionali originarie e naturali, ed inoltre la cui lingua era l'unica priva di barbarismi, e il cui Stato il solo dove la religione non avesse influito sulla politica. Questo per Fichte è comprovato dal fatto che la lingua tedesca è l'unica ad essersi conservata pura nel corso dei secoli, mantenendo così intatta la cultura germanica. Questo non è avvenuto invece per l'Italia e la Francia dove la lingua, a causa delle dominazioni straniere, si è imbarbarita dando luogo a dialetti bastardi. Il popolo tedesco ha così conservato non solo la purezza della lingua ma anche quella del sangue e quindi della stirpe che li caratterizza come il popolo per eccellenza: lo stesso termine deutsch vuol dire popolare o volgare, nel senso riferito al vulgus, il popolo.
I tedeschi sono gli unici ad avere un fattore unificatore spirituale e materiale che li caratterizza come stirpe, nazione. La stessa storia culturale tedesca con le grandi figure di Lutero, Leibniz, Kant, dimostra la sua superiorità spirituale che ne fa una nazione eletta, a cui è stato affidato il compito di espandere la sua civiltà agli altri popoli. E guai se essa fallisse! Si legge nella XIV e ultima lezione, dal titolo Conclusioni generali: «Perciò non c'è nessuna via di uscita: se sprofondate voi, sprofonda l'intera umanità, senza speranza di ripristinarsi in futuro».
Il pensiero di Fichte verrà poi esaltato dalla corrente del pangermanismo, a cui tra gli altri si rifece Hitler, sebbene Fichte parlasse in realtà di primato culturale del popolo tedesco, anziché militare o bellico.

## Opere
- Versuch einer Kritik aller Offenbarung (Saggio di una critica di ogni rivelazione), 1792
- Grundlage der gesamten Wissenschaftslehre (Fondamenti dell'intera dottrina della scienza), versioni del 1794, 1798, 1801, 1804, 1810, 1812
- Einige Vorlesungen über die Bestimmung des Gelehrten (Lezioni sulla missione del dotto), 1794
- Grundlage des Naturrechts (Fondamenti del diritto naturale), 1796
- System der Sittenlehre (Sistema della dottrina morale), 1798
- Der geschlossene Handelstaat (Lo Stato commerciale chiuso), 1800
- Bestimmung des Menschen (La missione dell'uomo), 1801
- Philosophie der Maurerei. Briefe an Konstant (Filosofia della massoneria),[22] 1802–1803
- Grundzüge des gegenwärtigen Zeitalters (I tratti fondamentali dell'età presente), 1805
- Anweisung zum seeligen Leben (Introduzione alla vita beata),[23] 1806
- Über Machiavelli, als Schriftsteller, und Stellen aus seinen Schriften, 1807
- Reden an die deutsche Nation (Discorsi alla nazione tedesca), 1807–1808
- Transzendentale Logik (Logica trascendentale), due corsi di lezioni del 1812

Altri scritti minori sono raccolti in appendice a Lettera a Fichte (Jacobi an Fichte) con testi complementari di Jacobi e di Fichte (1799 e 1816), trad. di A. Acerbi.

### Traduzioni in italiano
- Discorsi alla nazione tedesca, Torino, Utet, 1965.
- Sulla Rivoluzione francese: sulla libertà di pensiero, Bari, Laterza, 1966.
- J. G. Fichte, F. W. J. Schelling, Carteggio e scritti polemici, Napoli, Prismi, 1986.
- La Dottrina della religione, Napoli, Guida, 1989,.
- Fondamento del diritto naturale secondo i princìpi della dottrina della scienza, Roma-Bari, Laterza 1994.
- Saggio di una nuova esposizione della "Dottrina della scienza": prima introduzione, Milano, Guerini e associati, 1996.
- Lezioni di Zurigo : sul concetto della dottrina della scienza: Estratto di J. K. Lavater, Milano, Guerini e associati, 1997.
- Scritti sul linguaggio (1795-1797), Milano, Guerini e associati, 1998.
- Saggio di una critica di ogni rivelazione, Roma-Bari, Laterza 1998.
- Scritti sulla dottrina della scienza: 1794-1804, Torino, Utet, 1999.
- Prima e Seconda introduzione alla dottrina della scienza: con i "Dictate" - 1798-1799,  Roma-Bari, Laterza 1999.
- I tratti fondamentali dell'epoca presente, Milano, Guerini e associati, 1999.
- Dottrina della scienza: seconda esposizione del 1804, Milano, Guerini e associati, 2000
- Logica trascendentale I. L'Essenza dell'empiria, Milano, Guerini e associati, 2000.
- Logica trascendentale II. Sul rapporto della logica con la filosofia -- Introduzione sullo studio della filosofia (ottobre 1812), Milano, Guerini e associati, 2000.
- La destinazione dell'uomo, Roma-Bari, Laterza 2001.
- Rendiconto chiaro come il sole al grande pubblico sull'essenza propria della filosofia più recente: un tentativo di costringere i lettori a capire, Milano, Guerini e associati, 2001.
- Fondamento dell'intera dottrina della scienza, Milano, Bompiani, 2003.
- Discorsi alla nazione tedesca, Bari, Laterza, 2003.
- Introduzione alla vita beata, Cinisello Balsamo, San Paolo, 2004.
- Dottrina della scienza: esposizione del 1807, Milano, Guerini e associati, 2005.
- I fatti della coscienza, 1810/11, Milano, Guerini e associati, 2007.
- Sistema di etica, Milano, Bompiani, 2008
- Lezioni sulla destinazione del dotto (1811). La dottrina della scienza, esposta nel suo profilo generale (1810), Milano-Udine, Mimesis, 2011.
- Missione del dotto, Milano, Bompiani, 2013.
- La dottrina dello Stato ovvero, Sulla relazione dello Stato originario con il Regno della ragione Roma, Edizioni Accademia "Vivarium Novum" 2013.
- Machiavelli scrittore, Firenze, Castelvecchi, 2014.
- Lo stato secondo ragione o lo stato commerciale chiuso: saggio di scienza del diritto e d'una politica del futuro, Milano, La vita felice, 2016.
- Meditazioni personali sulla filosofia elementare, Milano, Bompiani, 2017.
- Fondazione dell'intera dottrina della scienza, Napoli, Orthotes, 2024.

## Letteratura critica
Nel campo della letteratura critica, la storiografia ottocentesca avallò un'interpretazione di Fichte nell'ottica hegeliana, che vedeva nel suo pensiero un totale superamento del criticismo, ed in particolare il momento soggettivo dell'idealismo assoluto. Fu solo ad inizio Novecento che si ebbe una prima riconsiderazione del valore autonomo del pensiero di Fichte. Da ricordare in particolare:
- Fichte (Johann Gottlieb). In: Meyers Konversations-Lexikon. 4. edizione. volume 6, Verlag des Bibliographischen Instituts, Leipzig/Wien 1885–1892,  p. 234.
- Fritz Medicus, Fichte, Reuter & Reichard, Berlino 1905
- X. Léon, Fichte et son temps, A. Colin, Parigi 1922-1927, opera in tre volumi a cui si deve la riscoperta del pensiero fichtiano e la difesa del suo punto di vista contro le pretese romantiche di accedere per via razionale alla prospettiva dell'assoluto
- M. Gueroult, L'évolution et la structure de la Doctrine de la science, Aubier, Parigi 1930
- Arturo Massolo, Fichte e la filosofia, Sansoni, Firenze 1948, prima opera importante in Italia: combatte l'interpretazione che giudicava Fichte traditore di Kant
- Luigi Pareyson, Fichte, Mursia, Torino 1950 (3ª ediz. Milano 2011, ISBN 978-88-425-4618-4), mette in rilievo l'attualità del pensiero fichtiano, sottolineando in esso, accanto alla rigorosa aderenza al punto di vista del finito, la particolare importanza della sua criticità e del suo porsi così come critica ante litteram di Hegel
- Emanuele Severino, Per un rinnovamento nella interpretazione della filosofia fichtiana, La Scuola, Brescia 1961 (ancora sul punto di vista del finito nella filosofia fichtiana)
- P. Salvucci, Dialettica e immaginazione in Fichte, Argalia, Urbino 1963 (sottolinea l'umanesimo di Fichte e la sua fedeltà alla condizione umana)
- D. Julia, La Question de l'homme et le fondement de la philosophie (pure secondo il quale Fichte pone al centro il problema dell'uomo)
- A. Philonenko, La liberté humaine dans la philosophie de Fichte, Vrin, Parigi 1966 (ribadisce la dimensione umana e critica di Fichte)
- F. Moiso, Natura e cultura nel primo Fichte, Mursia, Milano 1979
- Marco Ivaldo, Fichte. L'assoluto e l'immagine, Studium, Roma 1983
- Pasquale Salvucci, Grandi interpreti di Kant: Fichte e Schelling, Quattroventi, Urbino, 1984
- Aldo Masullo, Fichte. L'intersoggettività e l'originario, Guida, Napoli 1986
- Marco Ivaldo, I principi del sapere. La visione trascendentale di Fichte, Bibliopolis, 1987
- Claudio Cesa, Fichte e l'idealismo trascendentale, Il Mulino, Bologna 1992
- Luca Fonnesu, Antropologia e idealismo: la destinazione dell'uomo nell'etica di Fichte, Laterza, Roma 1993
- Carla De Pascale, Etica e diritto. La filosofia pratica di Fichte e le sue ascendenze kantiane, Il Mulino, Bologna 1995
- Gaetano Rametta, Le strutture speculative della dottrina della scienza. Il pensiero di J. G. Fichte negli anni 1801-1807, Pantograf, Genova 1995
- Reinhard Lauth, Il pensiero trascendentale della libertà. Interpretazioni di Fichte, a cura di M. Ivaldo, Guerini e associati, Milano 1996
- Faustino Fabbianelli, Antropologia trascendentale e visione morale del mondo. Il primo Fichte e il suo contesto, Guerini e associati, Milano 2000
- Carla de Pascale, Vivere in società, agire nella storia. Libertà, diritto, storia in Fichte, Guerini e associati, Milano 2001
- Alessandro Bertinetto, L'essenza dell'empiria. Saggio sulla prima "Logica trascendentale" di J. G. Fichte, Loffredo, Napoli 2001
- Xavier Tilliette, Fichte. La science de la liberté,[25] prefazione di Reinhard Lauth, Vrin, Parigi 2003
- Henri Bergson, La destinazione dell'uomo di Fichte, Guerini, Milano 2003
- Simone Furlani, L’ultimo Fichte. Il sistema della dottrina della scienza negli anni 1810-1814, Guerini e associati, Milano 2004
- Claudio Cesa, Introduzione a Fichte, Laterza, Roma-Bari 2005
- Alessandro Bertinetto (a cura di), Leggere Fichte, Istituto Italiano per gli Studi Filosofici, Napoli 2009
- Alessandro Bertinetto, La forza dell'immagine. Argomentazione trascendentale e ricorsività nella filosofia di J. G. Fichte, Mimesis, Milano 2010
- Nicolao Merker (a cura di), Fichte. Lo Stato di tutto il popolo (1978), Editori Riuniti, Roma 2015